# (12010) Kovářov
(12010) Kovářov est un astéroïde de la ceinture principale découvert en 1996.

## Description
(12010) Kovářov a été découvert le 18 octobre 1996 à l'observatoire Kleť, en République tchèque, en Bohême-du-Sud, par l'Observatoire Kleť.

### Caractéristiques orbitales
L'orbite de cet astéroïde est caractérisée par un demi-grand axe de 2,22 UA, un périhélie de 1,91 UA, une excentricité de 0,14 et une inclinaison de 4,79° par rapport à l'écliptique. Du fait de ces caractéristiques, à savoir un demi-grand axe compris entre 2 et 3,2 UA et un périhélie supérieur à 1,666 UA, il est classé, selon la JPL Small-Body Database, comme objet de la ceinture principale.

### Caractéristiques physiques
(12010) Kovářov a une magnitude absolue (H) de 15,1 et un albédo estimé à 0,096.